# Manuel Montesinos Gómiz
Manuel Montesinos Gomiz (Alacant, 23 de maig de 1905 - Alacant, 26 de maig de 1990) fou un polític alacantí. Net del terrateig i Batlle municipal pel Partit Conservador Manuel Gomiz y Orts descendent de la família Ansaldo; fill del cirurgià de l'Armada Espanyola el valencià Gabriel Montesinos i Donday, condecorat en la Guerra de Cuba i President del "Cercle maurista". A més, pare de Juan Antonio Montesinos García fundador d'AP-PP en la Comunitat Valenciana.
Llicenciat en dret, treballà com a lletrat de la Diputació Provincial d'Alacant.
En esclatar la guerra civil espanyola inicialment va mantenir-se al seu lloc, però el gener del 1937 s'escapà a la zona sublevada i es va enrolar a l'exèrcit com a capità d'Artilleria.
El 1942 formà part de la gestora municipal d'Alacant, després de l'explosió Armeria El Gato en Alacant (1943) es va formar una comissió pro damnificats de la qual fou secretari doncs era regidor sense “cartera” i advocat; com a representant legal de la seua mare Balbina Gómiz -propietaria de la Casa Ansaldo- va demanar 4.800 pessetes per danys en aixovars domèstics i la Comissió, de la qual era secretari, li va concedir 2.500 ptes; a més de la seua companyia d'assegurances de l'edifici la seua mare va rebre 120.000 ptes. Montesinos va donar 100 pessetes com a particular. El 1945 ingressà al Movimiento Nacional, mercè la qual cosa el 1946 fou nomenat alcalde d'Alacant i procurador en Corts Franquistes, fins que deixà el càrrec el maig de 1949. Poc després sa mare mor i cedí una Casa-Palau de sa familia -el Palauet Gómiz- a l'Estat per pagar els impostos de Successions, en el qual hi va estar la seu de la Delegació d'Hisenda a Alacant i l'Escola de Comerç de la Universitat d'Alacant.